# Jan Dodonna
El General Jan Dodonna es un personaje del Universo de Star Wars.
El General Jan Dodonna era un experto táctico y estratega que vivía en la base de la Alianza Rebelde en el templo Massassi durante la batalla de Yavin 4. Cuando la Estrella de la muerte, (una titánica estación espacial del Imperio Galáctico) llegó al sistema planetario, Dodonna formuló el crucial y único ataque de los Rebeldes. Sin ninguna otra opción fueron enviadas 30 naves cazas hacia la Estrella de la muerte con la esperanza de disparar certeramente un par de torpedos a través de un dúcto de ventilación. Si todo salía bien, estos torpedos llegarían hasta el reactor principal de la estación Imperial de las de 180km de diámetro y causarían una reacción en cadena que la haría explotar.
Jan Dodonna se quedó en Yavin 4 y actuó bajo el código de Base 1, aconsejando a los pilotos en batalla. Tras la victoria Rebelde, Dodonna condecoró a los héroes en el salón principal del templo Massasi en Yavin 4.
- Datos: Q3755427